# 에이번 유나이티드 SC
에이번 유나이티드 SC(Avon United Soccer Club)는 크라이스트처치를 연고로 하는 뉴질랜드의 아마추어 축구단이다.
유소년 팀부터 성인 남녀 팀까지 다양한 연령대의 팀을 보유했었으며, 2011년 벤사이드 AFC와 합병하여 FC 트웬티 11을 새로 창단하였다.